# 航源足球隊
航源足球俱樂部是中華民國的一支職業足球隊。2017年起，航源與輔仁大學足球隊共同組成「航源FC」參加台灣企業甲級足球聯賽，在2017年、2018年、2019年中連三年取得季軍 。球隊在排名前2位大同、台電沒有亞足聯的俱樂部牌照的情況下，以第3位取得2018年亞協盃及2019年亞協盃的小組賽參賽資格。

## 球隊歷史
航源FC的班底多來自輔仁大學足球隊，而輔大多次於大專足球聯賽取得佳績。

### 2018年
航源足球俱樂部引進曾代表海地國家足球隊的外援尚馬克·亞歷山卓 。
2月24日，與日本社會人球隊東京市F.C.（Tokyo City F.C.）的友誼賽，航源終場以4：0獲勝 。
3月7日，與澳門賓菲加的比賽，陳慶烜打進航源FC在亞足聯盃的第一及第二球，可惜最終遭到逆轉以2：3敗北，沒能拿下國際賽首勝。
3月14日，與4.25體育團對陣的亞足聯盃小組賽中，航源.F.C.以5：1落敗 。
4月，航源F.C.為備戰台甲聯賽再度引進2名海地外援彼得森·約瑟（Peterson Joseph）及胡德林·阿維斯卡（Judelin Aveska） 。
2018年底，海地外援胡德林·阿維斯卡（Judelin Aveska）和航源解約隔（2019）年一月宣布加入智利B級聯賽S. Morning。

### 2019年
4月初，宣布引進兩名外援來提升戰力，為來自韓國的朱益成（Joo Ik-Seong）及海地的Jhon Miky Benchy Estama 。
4月18日，航源與中華男足國腳陳浩瑋簽約 。
6月26日，主場對大埔亞協盃比賽，主場1比1迫和大埔，為航源拿到亞協盃歷史上第一分，亦是台灣足球在亞協盃的積分榜第一分。
彼得森·約瑟（Peterson Joseph）已再度獲得航源短期合約。Jhon Miky Benchy Estama合約到今年2019年8月目前下家俱樂部和是否續約航源未知。台灣首位南韓籍職業球員朱益成（Joo Ik-Seong）合約目前到亞協盃結束8月是否續約暫定未知。
Jhon Miky Benchy Estama奪下2019年金靴獎。

### 2020年
在兩位主力Jhon Miky Benchy Estama及朱益成紛紛轉投其他球隊效力後，引進日本籍球員下野淳以及曾在2018年效力航源FC的Judelin Aveska來加強後防。

## 亞洲比賽表現
| 年度   | 日期    | 賽事                        | 輪次               | 對手             | 比賽地點           | 比分  |
| ------ | ------- | --------------------------- | ------------------ | ---------------- | ------------------ | ----- |
| 2018年 | 3月7日  | 2018年亞足聯盃 AFC Cup 2018 | 小組賽 Group Stage | 澳門賓菲加體育會 | 澳門運動場         | 3 - 2 |
| 2018年 | 3月14日 | 2018年亞足聯盃 AFC Cup 2018 | 小組賽 Group Stage | 4.25體育團       | 輔仁大學           | 1 - 5 |
| 2018年 | 4月11日 | 2018年亞足聯盃 AFC Cup 2018 | 小組賽 Group Stage | 火炬體育團       | 金日成競技場       | 6 - 1 |
| 2018年 | 4月25日 | 2018年亞足聯盃 AFC Cup 2018 | 小組賽 Group Stage | 火炬體育團       | 輔仁大學           | 0 - 1 |
| 2018年 | 5月2日  | 2018年亞足聯盃 AFC Cup 2018 | 小組賽 Group Stage | 澳門賓菲加體育會 | 輔仁大學           | 1 - 4 |
| 2018年 | 5月16日 | 2018年亞足聯盃 AFC Cup 2018 | 小組賽 Group Stage | 4.25體育團       | 綾羅島5月1日競技場 | 5 - 1 |
| 2019年 | 4月3日  | 2019年亞足聯盃 AFC Cup 2019 | 小組賽 Group Stage | 4.25體育團       | 新竹第二運動場     | 0 - 3 |
| 2019年 | 4月17日 | 2019年亞足聯盃 AFC Cup 2019 | 小組賽 Group Stage | 大埔足球會       | 旺角大球場         | 4 - 2 |
| 2019年 | 5月1日  | 2019年亞足聯盃 AFC Cup 2019 | 小組賽 Group Stage | 傑志體育會       | 旺角大球場         | 3 - 0 |
| 2019年 | 5月15日 | 2019年亞足聯盃 AFC Cup 2019 | 小組賽 Group Stage | 傑志體育會       | 台北田徑場         | 1 - 2 |
| 2019年 | 6月19日 | 2019年亞足聯盃 AFC Cup 2019 | 小組賽 Group Stage | 4.25體育團       | 金日成競技場       | 5 - 0 |
| 2019年 | 6月26日 | 2019年亞足聯盃 AFC Cup 2019 | 小組賽 Group Stage | 大埔足球會       | 台北田徑場         | 1 - 1 |

## 台灣企業甲級聯賽球員名單
更新日期 ：2020年4月22日 
- 總教練︰洪慶懷

註釋：國旗表示球員在國際足聯資格規則定義的國家隊。球員可能擁有一個以上非國際足聯國籍。
| 號碼 |          | 位置 | 球員                                                |
| ---- | -------- | ---- | --------------------------------------------------- |
| 1    | 臺灣地區 | 门将 | 黃秋霖（Huang Chiu-Lin, 1997 年6月18日）            |
| 2    | 海地     | 后卫 | 朱德琳・阿維斯卡（Judelin Aveska, 1987 年10月21日） |
| 3    | 臺灣地區 | 中场 | 賴亞薩（Lai Ya-Sa, 2000 年2月18日）                 |
| 4    | 臺灣地區 | 中场 | 吳秉勳（Wu Ping-Chun, 1996 年10月16日）             |
| 5    | 臺灣地區 | 后卫 | 黃士源（Huang Shih-Yuan, 1995 年11月6日）           |
| 6    | 臺灣地區 | 后卫 | 吳柏翰（Wu Po-Han, 1998 年9月21日）                 |
| 7    | 臺灣地區 | 中场 | 林明偉（Lin Ming-Wei, 2001 年5月20日）              |
| 8    | 臺灣地區 | 后卫 | 林世凱（Lin Shih-Kai, 1994 年11月17日）             |
| 9    | 臺灣地區 | 前锋 | 陳慶烜（Chen Ching-Hsuan, 1990 年9月12日）          |
| 10   | 臺灣地區 | 中场 | 周宇杰（Chu Yu-Chieh, 1998 年9月24日）              |
| 11   | 臺灣地區 | 中场 | 劉泳賦（Liu Yung-Fu, 1995 年1月26日）               |
| 12   | 臺灣地區 | 中场 | 高嗣漢（Kao Ssu-Han, 2000 年8月8日）                |
| 14   | 臺灣地區 | 中场 | 羅吉賢（Lo Chi-Hsien , 1996 年6月1日）              |
| 15   | 美国     | 中场 | Michael Casey O'Gorman（ 1984 年1月21日）           |
| 16   | 巴西     | 前锋 | Luan Anderson（ 1997 年7月24日）                    |
| 17   | 臺灣地區 | 前锋 | 吳榮珏（Wu Rong-Yu, 1999 年11月9日）                |

| 號碼 |          | 位置 | 球員                                           |
| ---- | -------- | ---- | ---------------------------------------------- |
| 18   | 臺灣地區 | 后卫 | 楊佳宝（Yamg Jia-Bao, 2001 年6月21日）         |
| 19   | 臺灣地區 | 中场 | 馬良氶（Ma Liang-Cheng, 1999 年4月16日）       |
| 20   | 臺灣地區 | 后卫 | 方立芃（Fang Li-Peng, 1999 年7月3日）          |
| 21   | 臺灣地區 | 中场 | 江有成（Chiang Yu-Cheng, 2000 年1月13日）      |
| 22   | 臺灣地區 | 门将 | 賴柏綸（Lai Po-Lun, 1999 年6月25日）           |
| 23   | 臺灣地區 | 中场 | 蘇喜德（Su Hsi-Te,）                           |
| 24   | 臺灣地區 | 中场 | 徐 漢（Hsu Han, 2000 年7月19日）               |
| 25   | 日本     | 中场 | 下野 淳（Atsushi Shimono, 1988 年4月27日）     |
| 28   | 臺灣地區 | 后卫 | 劉家銘（Liu Chia-Ming, 1996 年7月23日）        |
| 30   | 臺灣地區 | 中场 | 楊佳宏（Yang Chia-Hung,）                      |
| 32   | 萨尔瓦多 | 中场 | 羅偉（William Lopez Esquivel, 1993 年9月10日） |
| 33   | 臺灣地區 | 中场 | 吳彥澍（Wu Yen-Shu, 2000 年10月21日）          |
| 34   | 海地     | 前锋 | Louis Emmanuel                                 |
| 35   | 臺灣地區 | 中场 | 徐 翊（Hsu Yi, 1989 年10月21日）               |
| 66   | 臺灣地區 | 中场 | 劉智文（Liu Chih-Wen, 2000 年9月4日）          |
| 90   | 臺灣地區 | 中场 | 張景翔（Chang Ching-Hsiang, 1999 年10月7日）   |

## 榮譽
- 台灣企業甲級足球聯賽
  - 季軍（4次）：2017年、2018年、2019年、2024年

## 外部連結
- 航源足球隊的Facebook專頁
- 航源足球隊的Instagram帳戶